# Anne d'Urfé
Anne d’Urfé, né entre juillet et décembre 1555 à Paris et mort en 1621, comte d'Urfé, de Rivole et de Tende, marquis de Bâgé, sire de La Bastie, Ste-Agathe, St-Just, St-Didier et Rochefort, est un poète français et savoisien, issu de la famille d'Urfé.

## Biographie
Fils aîné de Jacques Paillard d'Urfé et Renée de Savoie-Tende a reçu à sa naissance le même prénom que son oncle et parrain le Connétable Anne de Montmorency (1493-1567), qui fut un grand ami à la Cour de France de son grand-père paternel Claude d'Urfé. il est également le frère d'Honoré d'Urfé.
Le petit Anne passa ses premières années auprès de son oncle Honoré de Savoie, comte de Sommerive et de Tende, gouverneur de Provence et seigneur de Marignane, grâce auquel il reçut une éducation et une instruction des plus distinguées rendues par des précepteurs triés sur le volet : il ne mit ainsi jamais les pieds dans un collège. En 1567, à douze ans, Anne est choisi comme gentilhomme ordinaire de la chambre du roi et le 22 octobre 1571 alors qu'il a seulement seize ans il épouse Diane de Châteaumorand (30 novembre 1561 - 8 mars 1626) âgée de dix ans. Le mariage réel sera célébré en 1574.
Anne, désormais comte de Tende, seigneur d'Urfé, séjourna tantôt à la Cour de France ou de Savoie et au château de Marignane, tantôt au château des "Cornes d'Urfé" à Champoly (Loire).
Son épouse Diane de Châteaumorand aura marqué fortement son cœur avant de tomber dans les bras de son frère Honoré. Anne obtiendra l'annulation de son mariage le 7 janvier 1598 et se remettra à écrire puis décida d'embrasser l'état ecclésiastique.
Les 140 sonnets qu’il composera pour sa femme Diane ont été intégralement écrits au château de Marignane.
Extrait :

« L'âme sortant du corps  du Roi de l'univers,

Prenant le bois sacré que l'agneau sans macule

Avait oint de son sang, ainsi que fit Hercule,

Magnanime guerrier, elle vint aux enfers.

Là d'un coup de la croix, elle verse à l'envers

Les huis impérieux de la maison qui brûle,

Épouvante Pluton qui confus se recule.

Elle en tira les siens, y laissant les pervers.

Et le troisième jour, peu après que l'aurore

Fut apparue au ciel qu'elle peint et colore,

Rentrant dedans son corps, le fit ressusciter,

Immortel, glorieux, d'une façon nouvelle,

Car la mort n'eut pouvoir aucun d'y résister,

Parce que tout fléchit à sa force éternelle. »